# Xã Madison, Quận Hettinger, Bắc Dakota
Xã Madison (tiếng Anh: Madison Township) là một xã thuộc quận Hettinger, tiểu bang Bắc Dakota, Hoa Kỳ. Năm 2010, dân số của xã này là 41 người.